# Andrew Cooper (homme politique)
 (août 2021).
Pour les articles homonymes, voir Cooper.
Andrew Timothy Cooper, baron Cooper de Windrush (né le 9 juin 1963) est un homme politique britannique et ancien directeur de la stratégie de la coalition Cameron-Clegg. Il entre à la Chambre des lords comme pair conservateur, mais est suspendu du whip du parti (ainsi que de son adhésion au parti) pour avoir soutenu les libéraux-démocrates lors des élections au Parlement européen de 2019.

## Biographie
Il fait ses études à la Reigate grammar school, à Reigate, dans le Surrey (Ses camarades de classe sont Keir Starmer et le futur journaliste conservateur américain Andrew Sullivan) et à la London School of Economics. Il est marié et a trois filles.
Lord Cooper est membre du Parti social-démocrate (SDP) de 1981 à 1990. Il travaille pour le SDP dans son département politique de 1986 à 1988, puis, refusant de rejoindre le nouveau parti fusionné avec l'ancien Parti libéral et une grande partie du SDP, il part travailler pour le chef du SDP David Owen comme assistant parlementaire et conseiller politique. À l'approche des élections de 1992, il fait partie du groupe de jeunes anciens membres du SDP, dirigé par son proche ami universitaire Daniel Finkelstein, qui soutiennent John Major et le Parti conservateur.
Il est cofondateur du cabinet de conseil en recherche et stratégie Populus Ltd. Il prend un congé de Populus pour servir de mars 2011 à octobre 2013 en tant que directeur de la stratégie au cabinet du Premier ministre, où il est l'architecte de la politique du Premier ministre David Cameron sur le mariage homosexuel.
Lorsque sa nomination à Downing Street est annoncée, le stratège du New Labour Philip Gould (Lord Gould de Brookwood) écrit à propos de Cooper  qu'« il est sans aucun doute le meilleur sondeur politique de sa génération et l'un des rares à savoir comment fusionner sondages et stratégie". Le commentateur Matthew d'Ancona dans The Daily Telegraph (19 février 2011) écrit que « le grand cadeau de Cooper au Parti conservateur n'a pas été l'idéologie libérale, mais un empirisme impitoyable ».
Avant de partir fonder Populus, il travaille pour le Parti conservateur de 1995 à 1999, d'abord en tant que directeur adjoint du département de recherche conservateur, supervisant les sondages d'opinion privés du parti puis, après la défaite électorale de 1997, directeur de la stratégie du chef du parti William Hague. Il écrit et présente une stratégie de modernisation pour la reprise conservatrice (« Kitchen Table Conservatives ») en 1998. Décrit par le commentateur politique du Financial Times Janan Ganesh comme "le premier modernisateur", Lord Cooper est une voix continue pour la modernisation, écrivant de nombreux documents, articles, présentations et chapitres de livres (y compris "Une fête dans un pays étranger" dans Blue Tomorrow, édité de Nick Boles, Michael Gove et Ed Vaizey, en 2001). Il est membre des conseils consultatifs des organisations conservatrices de modernisation Bright Blue and Renewal. 
Il est créé baron Cooper de Windrush, de Chipping Norton dans le comté d'Oxfordshire, le 17 septembre 2014.